# ラナ・パリラ
ラナ・マリア・パリーヤ（Lana María Parrilla, 1977年7月15日 - ）は、アメリカ合衆国の女優である。『スピン・シティ』、『24 -TWENTY FOUR-』、『WINDFALL 〜運命のいたずら』、『Swingtown』、『マイアミ・メディカル』などへの出演で知られる。2002年から2003年には短命に終わったテレビシリーズ『Boomtown』へ出演した。2011年からはABCのテレビシリーズ『ワンス・アポン・ア・タイム』でメインキャストの悪い女王/レジーナ役を務めている。

## 生い立ち
ニューヨーク州ニューヨーク市ブルックリン区で生まれる。父親はMLBのフィラデルフィア・フィリーズで外野手を務めていたサム・パリラである。

## キャリア
『Very Mean Men』（2000年）、『スパイダーズ』（2000年）、『レプリカント』（2001年）、『Frozen Stars』（2003年）などの映画作品に端役で出演する。2001年にはテレビシリーズ『スピン・シティ』の第5シーズンでアンジー役を務めた。
2002年にはテレビシリーズ『Boomtown』に主要キャラクターのテレサ役で参加し、イマジン賞助演女優賞を獲得した。シリーズは第2シーズンを以て打ち切られた。
その後『犯罪捜査官ネイビーファイル』、『NYPDブルー』、『シックス・フィート・アンダー』でゲスト出演する。2005年には『24 -TWENTY FOUR-』の第4シーズンでサラ・ギャビン役として12話出演した。2006年にはNBCの『WINDFALL 〜運命のいたずら』でニーナ・シェファー役として13話出演した。
2011年10月からはABCのテレビシリーズ『ワンス・アポン・ア・タイム』でメインキャラクターの悪い女王/レジーナ役として出演している。

## フィルモグラフィ

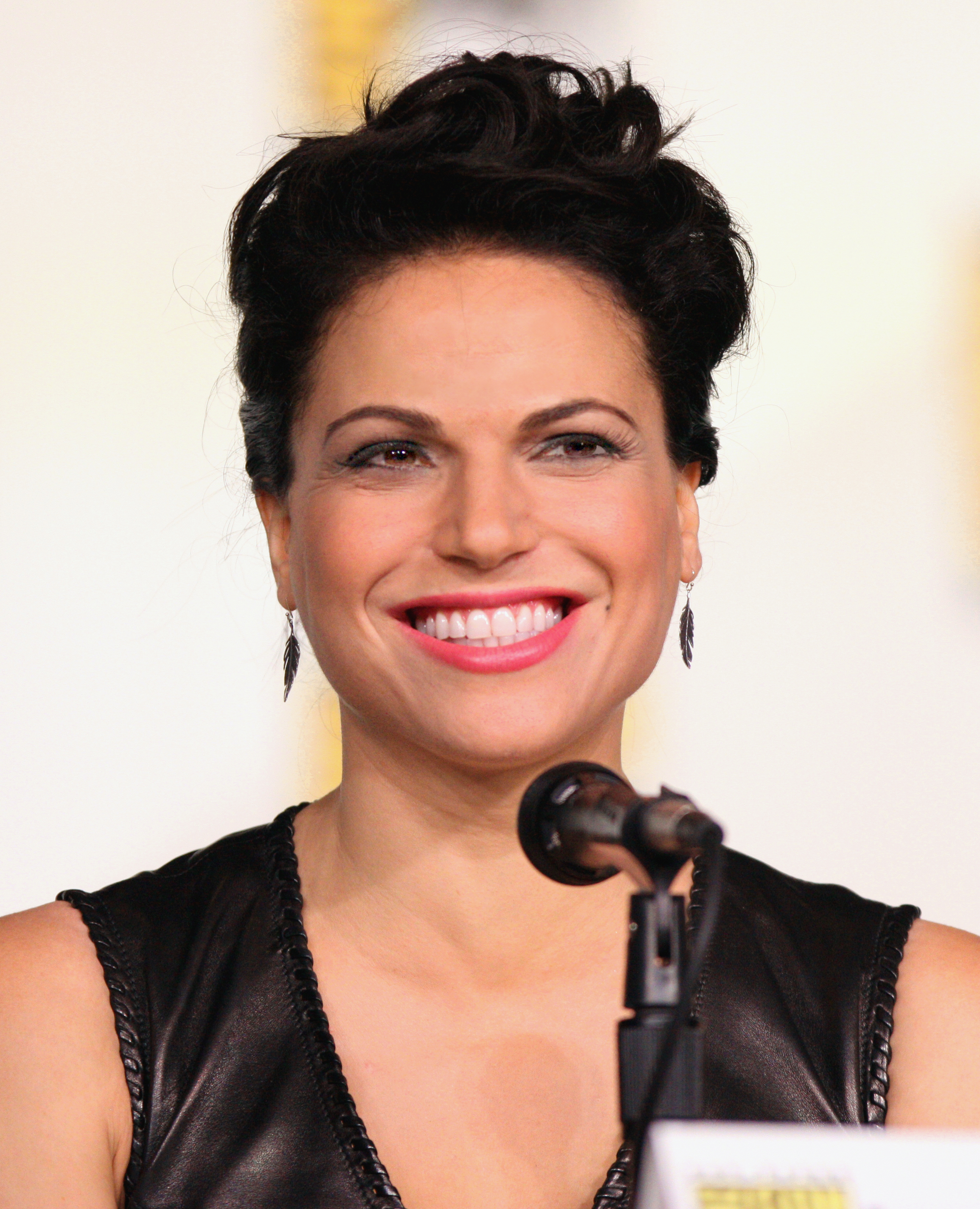
2012年のコミコン・インターナショナルにて。

### 映画
| 年   | 作品                               | 役名         | 備考           |
| ---- | ---------------------------------- | ------------ | -------------- |
| 2000 | Very Mean Men                      | テレサ       |                |
| 2000 | スパイダーズ Spiders               | Marci Eyre   |                |
| 2001 | レプリカント Replicant             | Marci        | クレジット無し |
| 2003 | Frozen Stars                       | Lisa Vasquez |                |
| 2005 | ワン・ラスト・ライド One Last Ride | Antoinette   |                |
| 2008 | The Double Life of Eleanor Kendall | ネリー       |                |
| 2020 | L.A.スクワッド The Tax Collector   | ファヴィ     |                |

### テレビシリーズ
| 年        | 作品                                           | 役名                  | 備考                                     |
| --------- | ---------------------------------------------- | --------------------- | ---------------------------------------- |
| 1999      | Grown Ups                                      | Waitress              | 計2話出演                                |
| 2000-2001 | スピン・シティ Spin City                       | アンジー・オルドネス  | 計21話出演                               |
| 2002      | 犯罪捜査官ネイビーファイル JAG                 | Lt. Stephanie Donato  | 第7シーズン第15話「Head to Toe」         |
| 2002      | ザ・シールド ルール無用の警察バッジ The Shield | Sedona Tellez         | 第1シーズン第13話「決別の時」            |
| 2002-2003 | Boomtown                                       | テレサ・オーディス    | 計17話出演                               |
| 2004      | NYPDブルー NYPD Blue                           | Officer Janet Grafton | 計3話出演                                |
| 2004      | シックス・フィート・アンダー Six Feet Under    | Maile                 | 計2話出演                                |
| 2005      | 24 -TWENTY FOUR- 24                            | サラ・ギャビン        | 計12話出演                               |
| 2006      | WINDFALL 〜運命のいたずら Windfall             | ニーナ・シェファー    | 計13話出演                               |
| 2006      | LOST Lost                                      | グレタ                | 計2話出演                                |
| 2008      | Swingtown                                      | Trina Decker          | 計13話出演                               |
| 2010      | マイアミ・メディカル Miami Medical             | Dr. Eva Zambrano      | 計13話出演                               |
| 2010      | コバート・アフェア Covert Affairs              | Julia Suarez          | 第1シーズン第3話「危険な恋人」           |
| 2010      | ミディアム 霊能者アリソン・デュボア Medium     | Lydia Halstrom        | 第7シーズン第2話「運命のマーク」         |
| 2010      | ディフェンダーズ 闘う弁護士 The Defenders      | ベティ                | 第1シーズン第2話「ローラの不注意」       |
| 2011      | CHASE チェイス/逃亡者を追え! Chase             | イサベラ              | 第1シーズン第12話「麻薬カルテル -前編-」 |
| 2011-2018 | ワンス・アポン・ア・タイム Once Upon a Time    | 悪い女王/レジーナ     | 計42話出演                               |
| 2013-2018 | Once Upon a Time in Wonderland                 | 悪い女王/レジーナ     |                                          |
| 2023      | リンカーン弁護士 The Lincoln Lawyer            | リサ・トランメル      | リカーリング                             |